# Sint-Jansboschgroeve III

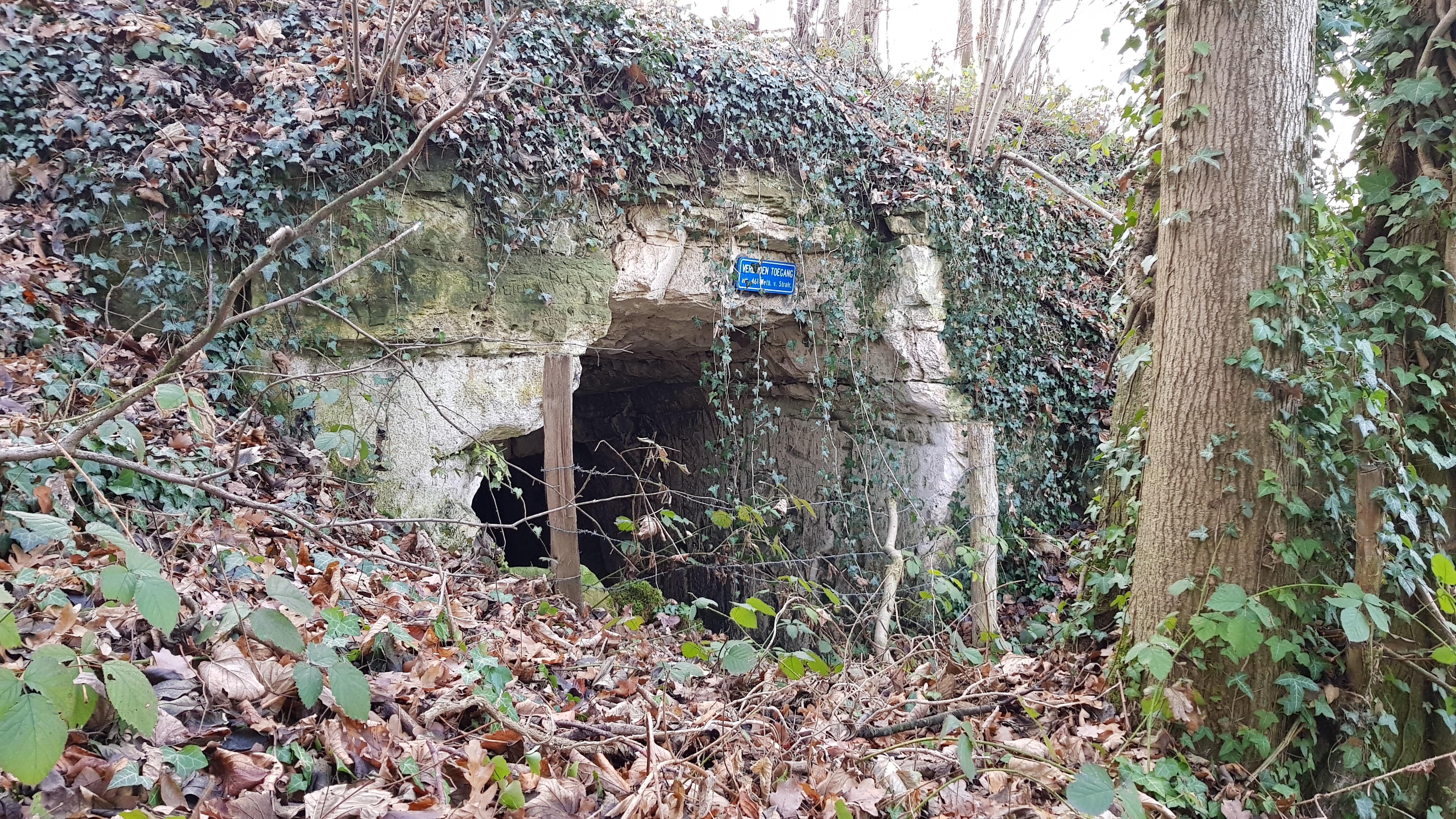
Sint-Jansboschgroeve III

De Sint-Jansboschgroeve III is een Limburgse mergelgroeve in de Nederlandse gemeente Valkenburg aan de Geul in Zuid-Limburg. De ondergrondse groeve ligt ten zuidwesten van Oud-Valkenburg in het oordwesten van het Sint-Jansbosch op de noordoostelijke rand van het Plateau van Margraten in de overgang naar het Geuldal. Ter plaatse duikt het plateau een aantal meter steil naar beneden.
Op ongeveer tien en twintig meter naar het westen liggen de Sint-Jansboschgroeve II en Sint-Jansboschgroeve I, terwijl respectievelijk op ongeveer 30 meter naar het zuidoosten en 55 meter naar het oosten ook de Sint-Jansboschgroeve IV en Sint-Jansboschgroeve V gelegen zijn. Op ongeveer 100 meter naar het noordwesten ligt de Groeve Pruus Karel I, op ongeveer 300 meter naar het zuiden ligt de Groeve Essenbosch IV en op ongeveer 325 meter naar het zuidoosten ligt de Groeve van de Scheve Spar II.

## Geschiedenis
Van de 17e tot in de 19e eeuw werden de groeven door blokbrekers ontgonnen voor de winning van kalksteen.

## Groeve
De groeve heeft een oppervlakte van ongeveer 37 vierkante meter en een ganglengte van ruim zeven meter.

## Geologie
De groeve is uitgehouwen onder de Horizont van Romontbos in de Kalksteen van Schiepersberg uit de Formatie van Maastricht.